# Mediaanalytiker
En mediaanalytiker jobbar med att granska andras kommunikation. Ofta sker det som konsult,
analytiker eller forskare. Det kan röra sig om utvärderingar och undersökningar av till exempel människors uppfattningar om olika medier, massmedier, reklam, Internet
och om hur människor använder medier.
Suffixet media- fungerar beroende på kontexten ofta som kortform för massmedia. Vad gäller kommunikation överhuvudtaget människor emellan, så är det människor involverade inte bara i sändar- och mottagarledet. Informationskedjorna inom massmedia hanteras på många vitala punkter av människor. Mediaanalys kräver djupa kunskaper i tillämpad psykologi. Alla inblandade parter är var och en ett medium. I de inblandade meddeleseleden finns komplicerad bias som analytikern måste förhålla sig till. Större delen av den tekniska utrustningen och även personella massmedier klarar bara av att mediera tvådimensionellt tillsammans med ljud. Avsändarens tredimensionella uppfattning inklusive sinnesintryck av något görs om till koder, språkliga konventioner, i olika berättartekniska sammanhang. Mottagarna kodar av utifrån sina respektive förutsättningar och erfarenheter. 